# Armand Gaultier de La Guistière (1825-1893)
Pour les articles homonymes, voir Armand Gaultier de La Guistière et Gaultier.
Armand Gaultier de La Guistière (2 mai 1825, Rennes - 5 novembre 1893, Rennes), est un homme politique français.

## Biographie
Fils d'Armand Gaultier de La Guistière (1791-1856), il devient docteur en droit, et fut, sous le second Empire, adjoint au maire de Rennes et conseiller de préfecture d'Ille-et-Vilaine (1858-1863). Il fut élu, le 4 juin 1863, député au Corps législatif par la 4e circonscription d'Ille-et-Vilaine. Il s'associa à tous les votes de la majorité impérialiste, fut réélu, le 24 mai 1869, fit partie du tiers-parti libéral et signa l'interpellation des 116.
Maire de Rennes de 1867 à 1870, président du conseil général d'Ille-et-Vilaine, chevalier de la Légion d'honneur en 1865, il se prononça à la chambre pour la déclaration de guerre à la Prusse.
Il est vice-président de la Caisse d'épargne et de prévoyance de Rennes de 1870 à 1893.
Il épousa Marie-Amélie Fresneau, fille de René Fresneau, préfet de Corse, et sœur d'Armand Fresneau.

## Sources
- « Armand Gaultier de La Guistière (1825-1893) », dans Adolphe Robert et Gaston Cougny, Dictionnaire des parlementaires français, Edgar Bourloton, 1889-1891 [détail de l’édition]